# Христианское монашество
Христианское монашество (от греч. μόνος — один, одинокий, μονάζειν — быть одному, жить уединённо, μοναχός, μοναστής — живущий уединённо, μοναστήριον — уединённое жилище) — тип религиозной практики в христианстве. Принято считать, что в привычном нам виде христианское монашество возникло в Египте через несколько столетий после земной жизни Иисуса Христа, и оттуда постепенно распространилось по всему остальному христианскому миру.

## Предпосылки возникновения

### Ветхозаветная эпоха
На зарождение христианского монашества огромное влияние оказали два религиозных течения в иудейской религии, проповедовавших строгий образ жизни — ессеи и «терапевты». Огромную роль сыграл пример Иоанна Крестителя, в чьём образе жизни христианские апологеты находили прообраз для будущего монашества.

### Новый Завет
С точки зрения многих христиан, Иисус Христос своей собственной жизнью явил абсолютный идеал монашеского подвига: в целомудрии, в нестяжании, в смирении даже до крестной смерти. Богородица — вторая по значимости фигура в христианстве, почитается за соблюдение девства, бескорыстие и послушание. Почти все апостолы и первые христиане иерусалимской общины также рассматриваются как исполнители монашеских добродетелей. По примеру апостолов Первые христиане в бедности и отречении от благ мира посвящали себя исключительно проповеди слова Божия. Другие, отрекаясь от брака и имущества, становились членами христианских общин, посвящали себя проповеди христианства, непрестанному покаянию, частому причащению, служению бедным, нуждающимся и помощи заключённым и больным. Соприкосновение христианства с греко-римским миром вызывало потребность всё резче и резче отрицать основные черты этого мира как царства греха и дьявола, всё резче подчёркивать разницу жизни «по плоти» и жизни «по духу», указывать, что «помышления плотские суть смерть, а помышления духовные — жизнь и мир», что «плотские помышления суть вражда против Бога» и «живущие по плоти Богу угодить не могут» и призывать к «умерщвлению духом дел плотских» (Рим. 8:6-8,13).
С развитием идеи монашества шли попытки обособления от мира и всецелого посвящения себя служению Богу. Уже в книге Деяний (Деян. 9:36-41) и в I послании к Тимофею (1Тим. 5:3-16) есть указания на «вдовиц», а также диаконис, посвящающих себя молитвам и христианской благотворительности. Можно предполагать, что это был особый класс женщин, живших общей жизнью в обособлении от мира, причём название «вдовиц» можно и не понимать буквально ввиду упоминания в краткой редакции послания Игнатия к смирнцам «девушек, называемых вдовами» (греч. τάς παρθένους τάς λεγομένας χηρας). Встречаются в житийной литературе и указания на раннее возникновение монастырской жизни. Так, житие преподобномученицы Евдокии свидетельствует, что уже во II веке существовали если не полноценные монастыри, то уже вполне оформившиеся общины христианских девственников и девственниц. Житие Евгении Римской указывает на существование монастырей уже в III веке.

## Предполагаемое влияниегностицизма
Наряду с этим сравнительно рано возникло мнение, что в Евангелии даны два образца жизни и святости: один — обязательный для всех, другой — добровольный, предлагаемый стремящимся к высшей святости. Далее оказывали влияние идеи александрийских неоплатоников об очищении духа воздержанием от телесных наслаждений и в особенности идеи гностиков. Привлечённые к христианству высотой евангельского учения и чистотой жизни христиан первых веков, гностики внесли в теоретическое объяснение сущности новой религии чуждые ей черты своего учения: они резко противопоставили Богу — творцу духов, мир материи — мир чувственной ограниченности и конечности — мир зла. Гностики учили, что человеческий дух есть искра Божия, пленённая враждебным ей плотским началом, миром чувственного, что спасение наше через Христа есть освобождение духа от телесности, восстановление чистой духовности нашего существа. Отсюда следовало, что высшей целью человеческих стремлений должно быть полное обуздание плоти, полное отречение от злого начала, воссоединение с первоисточником духа, божеством. Эти дуалистические воззрения древнего гностицизма, а впоследствии монтанизма и особенно манихейства были отвергнуты церковью.
Среди первых христианских богословов-теоретиков выделяется Ориген, который ради аскетических подвигов оскопил сам себя, что было осуждено Церковью. Чрезмерной строгостью жизни известны также такие раскольники, как новатиане, донатисты, циркумцеллионы (бродячие христиане).

## Зарождение монашества в Египте
Традиция, сохранённая главным образом у блаженного Иеронима, Афанасия Александрийского, Руфина, Палладия и Созомена, сообщает о начале монашества в форме полного обособления от мира следующее.
Во время гонения на христиан императора Деция (249—250), Павел, уроженец Нижней Фиваиды, бежал в пустыню и скрылся в потайной пещере, где и прожил до глубокой старости. Здесь, накануне его смерти, его посетил знаменитый отшельник Антоний. Слава Антония, приобретённая полувековым подвижничеством, привлекала к нему как временных посетителей, так и постоянных подражателей и учеников, отшельнические кельи которых наполнили пустыню. Около того же времени в Сирии и Палестине отшельническая жизнь развилась под влиянием Илариона, спасавшегося в пустыни близ г. Газы.
Основателем другой формы монашества, общежительной, или киновитной, считается Пахомий Великий. В Верхнем Египте, к северу от Фив, в Табенне, из разрозненно подвизавшихся отшельников около 340 года возникло общежитие по уставу Пахомия, являющемуся древнейшим писанным уставом монашеской жизни и быстро распространившемуся в христианском мире. Устав этот дошёл до нас в разных редакциях, из которых, вероятно, самой близкой к первоначальной форме является переданная Палладием (в его соч. "ή πρός Λαΰσον ίστορία ", 38; см. Migne, «Patrol. curs. compl.», ser. gr. XXXIV). Более пространная сохранилась в латинском переводе, приписываемом Иepoниму (у Holsten’a, «Codex regularum», I, 26—36).

### Киновитное монашество
Киновитное монашество сложилось в следующих чертах. Монахи поселялись по отдельным кельям (у Пахомия — по три в келье, в других обителях Египта — по два, а в Сирии — по одному). Известное количество таких келий составляло лавру (греч. λαΰρα). В каждой лавре было общее место для трапезы и для иных собрании всех монахов. Иногда монахи поселялись в одном здании и составляли монастырь или общежитие в более тесном смысле слова. Работы распределялись между монахами сообразно с силами каждого. Они состояли сначала в обработке земли для собственных потребностей, в плетении циновок и корзинок из нильского тростника; затем стали развиваться ремесла: кузнечное, лодочное, ткаческое, кожевенное и т. п. Излишки производства должны были раздаваться бедным. На практике это не всегда соблюдалось, и против устава у монахов иногда являлась таким образом частная собственность.

### Быт монахов
Одежда была у всех монахов одинаковая и состояла из
- коловия, или левитона — длинной льняной (или шерстяной) рубашки;
- аналава — шерстяной перевязи под мышками;
- кожаного пояса;
- милоти, то есть верхней накидки из белой козьей или овечьей шкуры;
- кукуля, или шапочки конической формы и
- мафория — покрова на шапочку, вроде капюшона или башлыка.

Ни за трапезой, ни в постели не разрешалось снимать милоти и пояса, с которыми монахи расставались лишь по субботам и воскресеньям, когда собирались для совершения евхаристии. Кроме этих собраний, они ежедневно по два раза сходились для совместной молитвы и для трапезы, за которой должны были так надевать свой капюшон, чтобы не видеть соседей. Во время трапезы происходило чтение Библии или назидательных произведений. Никогда один монах не должен был приближаться к другому ближе, чем на локоть. Спать каждый должен был в отдельном, тесном, запертом помещении. Сношения с остальным миром почти не существовали, поддерживать родственные связи считалось грехом. Пища монахов была самая простая: хлеб, вода, кушанья из зелени или бобов («вариво с зелием» и «сочиво», по терминологии славянских уставов). Приправу составляли соль и оливковое («деревянное») масло. Целый ряд предписаний предостерегает монахов против насмешек, празднословия, лжи, обмана. За нарушение этих предписаний налагаются суровые наказания, в числе которых в уставе Пахомия — за воровство, бегство и ссоры — существуют и телесные наказания (Reg. Pach., 87, 121), не сохранённые позднейшими уставами. Это объясняется, по-видимому, тем, что в Пахомиеву обитель поступали главным образом люди из низших слоёв египетского населения, искавшие в монашестве освобождения от тягостных условий своей жизни. Вступлению в монастырь предшествовал трёхлетний строгий искус. Монахи, жившие вокруг Табенны, составляли несколько монастырей, для которых монастырь Табеннский был главным. Во главе каждого монастыря стоял особый начальник — игумен, который, в свою очередь, подчинялся начальнику главного монастыря. Игумен, наблюдающий, кроме своего, за другими монастырями, получил впоследствии название архимандрита, на Западе ему соответствует название superior. Заведование доходами и расходами монастыря лежало на экономе, который также подчинялся эконому Табенны. Впоследствии к этим чинам монастырского управления присоединились ещё многие другие: для надзора за монахами, для заведования церковью и богослужением, для ведения хозяйства. На все должности назначал игумен, а сам он выбирался братией.

### Возникновение женских монастырей
Среди мужских монастырей Табенны по инициативе Пахомия его сестрой был основан женский монастырь, организованный почти на тех же началах, что и мужские, и подчинённый наравне с ними игумену главной Табеннской обители. Такое основание женских монастырей вместе с мужскими, допущенное и Василием Великим, построившим в Понте свой мужской монастырь рядом с женским своих матери и сестры, привело к возникновению так называемых двойных монастырей. В них в двух близко друг от друга расположенных зданиях или даже в двух половинах одного и того же здания жили монахи и монахини. Подобные монастыри часто вызывали соблазн и в позднейшее время после целого ряда предписаний светской и духовной власти были уничтожены. По известиям церковных историков IV—V вв., успех устава Пахомия был так велик, что ещё до его смерти в Табенне и её окрестностях собралось около 7000 монахов. Аммон ввёл его в Нитрийской пустыне (к западу от южной части Нильской дельты), где скоро собралось также несколько тысяч монахов, Иларион — среди сирийских и палестинских отшельников, Евстафий Севастийский — в Армении, Афанасий Александрийский — в Италии, откуда устав распространился по всей западной Европе, видоизменяемый различными организаторами монашества, пока не был вытеснен уставом Бенедикта, долго сохранявшим на Западе исключительное преобладание.

### Устав Василия Великого
На Востоке место Пахомиева устава и других, находившихся в местном употреблении (например, уставов Пафнутия, Серапиона и др.), было занято уставом Василия Великого, который ввёл сначала в Каппадокии и Понте Пахомиев устав, но потом заменил его своим, сохранившим многие черты Пахомиева. Устав этот в двух редакциях (δροι κατά Πλάτος — пространные правила и δ. κ. επτομήν — правила в сокращении), вместе с «подвижническими заповедями» (ασκητικαί διατάξεις; см. Migne, «Patr. curs. compl.», s. gr., XXXI; есть русский перевод, изданный Московской духовной академией), подробнее развивает начала киновии, смягчая суровость Пахомиева устава. Все последующие восточные уставы (из них наиболее знаменитые — Саввы Освящённого, Феодора Студита и афонский, или «Святыя Горы», ведущий своё начало от преподобного Афанасия) в существенном повторяли уставы Пахомия и Василия.

### Аскетизм
Но киновитная форма в духе Василия Великого удовлетворяла не всех. Для строгих аскетов казалось необходимым более крайнее, абсолютное отречение от мира. Поэтому не только продолжалось прежнее отшельничество (в IV в. — Аммон, Арсений, Макарий Египетский и многие другие), но и создавались новые крайние формы аскетического самоотречения:
- затворничество, при котором отшельник не выходил из своей кельи в течение многих лет и даже иногда десятков лет, не видя людей и лишь через оконце затвора беседуя с ними и получая все нужное;
- молчальничество (Молчальники), также в течение многих лет;
- столпничество, создателем которого был Симеон Столпник, затворившийся в «столпе», то есть небольшой башне с помостом наверху, где он постоянно стоял, невзирая ни на какие перемены погоды.

Далее существовали уродливые формы подвижничества, порицавшиеся церковью. Они превращали подвижничество в профессию или прикрывали полное одичание и необузданность. Последними свойствами отличались дикие толпы так называемые сараваитов, гировагов, ремоботов, циркумцеллионов, уже в IV веке поражавшие своими неистовствами. К профессиональным аскетам, по-видимому, относятся неизвестно когда возникшие, перечисляемые у знаменитого Евстафия Солунского (Migne, «Patr. curs. compl.», s. gr., CXXXVI, 241, сл.):
- γυμνηται — то есть ходившие нагими, гимнософисты
- χαμαειΰναι — спавшие на земле,
- ανιπτόποδες — не моющие ног,
- ρύπωνες — имеющие грязь по всему телу,
- οί των τριχων ανεπίστροφοι — никогда не стригшие волос и т. п.

Вкрадывались искажения и в киновитное монашество: стали возникать так наз. особножитные монастыри (греч. μόναστήριον ιδιόρυθμον), где каждый, живя в особой келье, сохранял права частной собственности и устраивал свою материальную обстановку по собственному усмотрению. Ряды монашества стали часто пополняться насильственно постриженными, подчас весьма влиятельными в светском обществе лицами, которых византийские императоры почему-либо считали опасными и находили нужным удалить из мира. Светская власть постоянно вмешивалась в церковные вопросы, церковная иерархия вмешивалась в политику. Обе они вызывали монахов на содействие или оппозицию, вследствие чего монашество стало принимать большое участие в общественной жизни. Идеал монашества оставался, однако, неприкосновенным: восточное монашество не имело, так сказать, исторического развития.

### Организация монашества
После многовековых преследований христиан в Римской империи, в 313 году Константин Великий предоставил христианам полную свободу своего вероисповедания и даже некоторые привилегии. В Церковь хлынуло множество недостаточно религиозных людей, внешние границы Церкви размылись, но выросли внутренние перегородки в Ней между клиром и мирянами, между знатными придворными христианами и бедными, и между христианами разных (порой враждебных) государств. Вследствие чего большинство верующих уже не отличалось высоконравственной жизнью, какую вели первые христиане. Даже церковная иерархия, постоянно соприкасаясь со светским полуязыческим обществом, и невольно заимствуя некоторые формы его организации, постепенно «обмирщилась» (переняла распространённые пороки общества).
Не находя удовлетворения среди христианского общества (и вместе с тем не отрицая его, как это делали аскеты-еретики, приверженцы монтанизма), особенно ревностные христиане стали обособляться от него. Сначала стремившиеся к такому обособлению оставались в населённых местах, даже в семье, порывая лишь общение с окружающими, поселялись в кельях около храма, в который и ходили молиться. Эта древняя форма монашества надолго сохранилась в Греции, а затем перешла и в Россию (поэтому у нас церковную ограду и до сих пор иногда называют «монастырём»).
Уже IV веке в многолюдных городах получили распространение монашеские общины — «та́гмы спуде́ев». Веком позже появилась монашеская община акимитов (греч. ἀκοιμῆται — неусыпающие), последователей св. Александра Константинопольского, принесшего из Сирии особый устав монашеского жития, предусматривавший увеличение продолжительности общей молитвы за счёт времени, отводившегося на рукоделие. Особенностью обителей неусыпающих было то, что монахи, разделившись на три смены, по очереди совершали богослужение непрерывно в течение дня и ночи (отсюда её название).
Некоторые из них удалялись в пустынные, безлюдные места, где наряду с анахоретством — отшельничеством и единожитием, слагалось и «общее житие», монашество киновитное. Христианское монашество как учреждение, созданное с определённой сознательной целью, и имеющее приспособленную для этой цели организацию, оформляется лишь в IV веке в Египте, но развитие его идеи шло с первых времён христианства. Василий Великий составил «Большой Аскетикон» — монашеский устав. В V веке преподобный Иоанн Кассиан Римлянин описал монастырскую жизнь в 12 книгах «О постановлениях киновий палестинских и египетских». Бегство от мира в монашество особенно усиливалось во время безжалостных войн, народных восстаний, голода, эпидемий, землетрясений и других бедствий и катастроф. Одни монахи считали, что мир есть греховное царство гибели, от которого надлежит совершенно отречься. Другие полагали, что мир, лежащий во зле, должен быть покорён для Бога влиянием монашества. Первый взгляд есть взгляд древнейшего монашества, сохранившийся в наибольшей чистоте в восточном, православном монашестве. Второе воззрение пыталось осуществить на практике, главным образом, западное, католическое монашество.
Иногда отдельные монахи, а то и целые монастыри, активно вмешивались в мирскую, и даже в государственную жизнь, срывали церковные соборы, конфликтовали с некоторыми иерархами и светскими вельможами, поддерживали народные волнения. Монашество часто мыслилось духовной свободой, где можно не бояться за свою репутацию, и где поощрялись «религиозные эксперименты», которые очень скоро были запрещены и объявлены пагубной духовной прелестью.
С другой стороны, тлетворное влияние и соблазны греховного мира неудержимо проникали даже в самые отдалённые отшельнические скиты. Монастыри приобрели большую славу и почитание христиан — сюда устремились толпы народа, что приводило к чрезмерному обогащению изначально нищих монашеских обителей. Особо уважаемых монахов стали понуждать к рукоположению в священный сан, сначала в диаконский и в иерейский, а затем и в епископский, и этим самым привлекать к заботам и решениям чуждых монахам мирских проблем. В восточной (Византийской) части Римской империи уже к V веку все монастыри были административно подчинены правящим (епархиальным) архиереям, которые стали требовать денежные отчисления доходов с монастырей и с их хозяйства, а к моменту разделения церквей в 1054 году уже все греческие епископы были монахами — принятие монашества стало необходимым этапом церковной карьеры. Целибат духовенства (безбрачие без монашеских обетов) сохранился только в Римской церкви.
Появление монашества изменило всё христианское богослужение, которое стало функционировать по монастырским уставам (по Иерусалимскому или по Студийскому). Кроме того, монастыри стали центрами образованности со своими школами и богатыми библиотеками, где трудилось множество переписчиков книг.

## Восточное христианское монашество

### Монашество в Византии
Начиная с конца V в. на Востоке замечается сравнительный упадок монашества, несмотря на его внешние успехи. Число монастырей и иноков умножалось, особенно в Палестине, где монахи считались тысячами в лавре святого Саввы, святого Феодосия и других обителях. Открывались новые территории для монашества, например, в Синайской и Раифской пустынях. Монастырское имущество увеличивалось щедротами благотворителей. Права и преимущества монашеского сословия обеспечивались особыми законами.
Запрет императора Маврикия принимать в монастыри должностных лиц и воинов, не отслуживших срока, был отменен из-за протеста Папы Григория Великого. Но значение внутренних доблестей монашества стало снижаться по мере того, как монашество делалось торной дорогой для многих.
Соборам VI в. не раз приходилось издавать постановления против самовольства бродячих монахов. Император Юстиниан подчинил монахов и монахинь гражданскому суду епископов. Подвижники этой эпохи ещё чаще чем прежде старались спасаться вне стен монастыря своеобразными и необычными подвигами: на столпах, в глухой пустыне, обетом безмолвия или юродством. Наиболее видным представителем этого нового подвига был Симеон Юродивый († ок. 590 г.), в 60-летнем возрасте пошедший из пустыни «ругаться миру».
Из канонизированных иноков того времени большей частью были начальники и устроители монастырей — знамение времени: монашество, взятое в целом, уже пережило свой героический период личного почина и самоопределения, оно требовало вождей, которые могли бы думать и заботиться о всех. Таковы были Феодосий, начальник общих житий († 529), Савва Освященный († 533) и др.
Появление в VII в. ислама и завоевания арабов оказали сильное влияние на монашество. Первая отчизна его, Египет, стал неудобен для тихого и безмятежного жития, как и вторая отчизна, Палестина, где в предыдущие века монашество достигло особого развития. Множество монастырей было разграблено и уничтожено, а постановление Омара I запрещало постройку новых. Зато число монахов в пределах все уменьшавшейся Византийской империи возрастало в VII в. с каждым годом. В это же время выдвигается впервые Афон).
VIII в. со вступлением на престол Исаврийской династии открыл эпоху сильного гонения на монашества. Иноки были главнейшими сторонниками иконопочитания и представили целый ряд лиц, стяжавших славу святых мучеников в борьбе с иконоборством.
«Торжество православия» (окончательное восстановление иконопочитания) в 842 году открыло новую блестящую эпоху в истории византийского монашества. Изгнанные иноки массами вернулись в Константинополь, были построены новые монастыри. Монашество прочно утвердилось вновь на Олимпе, в Латре, в Афинах, в Фессалонике и многих других местах. Оживление коснулось и Южной Италии, где в предыдущем веке поселилось много греческих монахов: около 733 г. лишь у Бари высадилось до 1000 греческих монахов, а с 726 по 742 г. в Калабрии построено было до 200 православных монастырей. При первых императорах Македонского дома почти вся территория византийского государства усеялась монастырями. Всякий, кто имел возможность, считал чуть ли не главной своей обязанностью построить монастырь. Даже бедняки строили монастыри на корпоративных началах.
Монашествующие братья Кирилл и Мефодий в это время осуществили проповедь христианства среди славянских племён и разработали для них азбуку и письменность.
Поскольку монастыри стали приобретать тысячи десятин земли, освобождавшейся от всяких налогов, строили роскошные здания и разводили громадные стада лошадей, рогатого скота и верблюдов, а податное население (крестьяне и стратиоты) всё убывало, императоры решили принять меры в защиту крестьянства. В 964 г. новелла Никифора Фоки запретила постройку новых монастырей и пожертвования в виде земельных угодий, позволялось лишь воздвигать кельи и лавры в местах пустынных и делать приношения монастырям бедным и нуждающимся. Закон этот в 988 г. был отменён Василием Болгаробойцей, и распространение монашества было снова освобождено от всяких сдерживающих условий.
Особенно блестящим для монашества было время конца X — начала XI вв. в отвоёванной византийцами Южной Италии, в монастырях на горах Латре и Олимпе Вифинском и в самом Константинополе. Михаил Пафлагонянин строил великолепные монастыри для призрения исправлявшихся падших женщин, а Константин Мономах истощил всю казну на постройку монастыря св. Георгия в Манганах. Исаак Комнин сначала наложил руку на монастырские имущества и преследовал сторонников монашества, но под конец жизни и он уступил общему течению жизни и сам постригся.
Другие Комнины обыкновенно придерживались благосклонного отношения к монашеству. Невыгодный для монастырей закон 1178 г., давший фискальным чиновникам надзор за владениями монастырей, был скоро отменён, и перед самым латинским завоеванием положение монашества в пределах Византии было цветущим. Новгородский архимандрит Антоний от греческого моря до русского насчитывал 14000 монастырей. По словам Роберта де Клари, в одной столице было 30000 монахов. Латинское нашествие повлекло за собой сильное гонение на православных монахов Византии. Подобное гонение ранее испытали православные в трёх восточных патриархатах (антиохийском, иерусалимском и александрийском) в самом начале крестовых походов, прозванных греками Азии «отвратительнейшей войною» (греч. παμμιαρός πόλεμος). Немного лучшие времена настали лишь при Саладине, изгнавшем латинян из палестинских городов, отдавшем христианские святыни православным и вернувшем им свободу богослужения. Центром всего восточного православного монашества в это время в мусульманских странах стал Синайский монастырь. При Палеологах и в Византийской империи захваченное латинянами в основном было возвращено православным.
Силу монашества испытал на себе сам Михаил VIII в своей борьбе с Арсением Авторианом и арсенитами. Монастыри Византийской империи делились на мужские, женские и двойные. Женских было меньше, чем мужских. В зависимости от устроителя и типа управления они были:
- царские, ставропигиальные или патриаршие, епархиальные, ктиторские, то есть частных строителей,
- харистикарные, или жалованные, и
- независимые.

Уставы их, или типики, нормировали всю жизнь монахов, начиная с обязательных для них богослужебных обрядов и кончая временем сна, принятия пищи и т. д. Число подвижников, спасавшихся в пустынях и не подчинявшихся правильной дисциплине, было ещё велико, но преобладающим типом монахов были киновиты. Во главе отдельных киновий стояли, смотря по важности их, игумен, архимандрит (иногда прот) или протосинкелл. Они назначались по выбору монахов (иногда жребием) и утверждались высшей духовной властью.
Всякий монастырь имел эконома для контроля за хозяйственной частью, дохиара, или казначея, и экклесиарха, или блюстителя храма. Большинство западных учёных, а также и грек Папарригопуло относились к роли монашества в истории Византии отрицательно, приписывая чрезмерному росту этого института упадок страны. Противники этого взгляда считают, что монашество имело благоприятное значение для Византии как хранителя православной веры, образцов высокой нравственной жизни, просвещения и благотворительности. (См. Ф. А. Терновский, «Грековосточная церковь в период вселенских соборов». Киев, 1883; И.Соколов «Состояние монашества в византийской церкви с половины IX до начала XIII вв.».
Примерно в то же время в Византии бытовала традиция исповедоваться только у монашествующих священников (духовников).
Под властью Турции число монастырей резко уменьшилось, но их устройство оставалось прежним. Число женских обителей сократилось до ничтожной цифры, причём все обитательницы (большей частью вдовы) следуют уставу св. Василия. Мужские монастыри делятся на ευοριακά и σταυροπήγια, в зависимости от подчинённости их епископам или патриарху. Большинство монахов по образу жизни мало отличается от крестьян, пастухов, рыбаков и т. п., но пользуется большим уважением как у христиан, так и у турок.
Среди поступающих в монастыри различаются:
- послушники (αρχαριοι, ρασοφόροι), находящиеся на попечении какого-либо старшего монаха;
- монахи малой схимы (σταυροφόροι, μικροσχημοι) и
- схимники (греч. μεγαλόσχημοι), по уставу они никогда не оставляют монастыря.

### Русское монашество

#### В Допетровской Руси
На Руси монастыри стали учреждаться с самого начала официального распространения христианства. Из Константинополя прибыли многочисленные монахи, которые просто не могли прокормиться на родине. Сохранилось предание об основании греческими монахами Спасского монастыря близ Вышгорода. Супрасльская летопись упоминает о монастыре при основанной Владимиром Десятинной церкви в Киеве. Титмар Мерзебургский упоминает, что во время бывшего в 1017 году пожара в Киеве из-за несчастного случая сгорел «Софийский монастырь» («monasterium Sofhiae»), но слово «monasterium» в тогдашнем языке могло означать не только монастырь, но и кафедральную церковь; в этом случае речь идёт о Соборе Святой Софии. О Ярославе Владимировиче под 1037 г. Лаврентьевская летопись говорит, что при нём «черноризци почаша множитися и монастыреве починаху быти» («П. С. Р. Лет.», II, 267).
В 1051 году, при участии вернувшегося с Афона Антония Печерского, был основан знаменитый Киево-Печерский монастырь
В XII в. монастырей в Киеве было до 17, в Чернигове и Переяславле по 4, в Галиче и Полоцке по 3, в Смоленскe 5. На юге развитие монастырей задерживали постоянные набеги половцев, печенегов и др. кочевых народов; искавшие уединения избирали поэтому более спокойные, безопасные места на севере России. Там, главным образом, и развивается монашество. В Новгороде в XII в. было около 20 монастырей, на территории Новгородской области — около 10, в Ростове 2, в Суздале 4, во Владимире 5 и т. д.
Татарское иго привело к разрушению некоторых монастырей, но зато способствовало постройке новых. XIV век был временем особенно сильного развития монастырей на Руси. До половины XV века, за полтора столетия, было основано до 180 новых монастырей. Увеличению числа монастырей способствовали, с одной стороны, льготы, которыми пользовалось русское духовенство от татар, с другой — усиление религиозного чувства под влиянием недавних ужасов татарского нашествия. Особое значение получает Троицкий монастырь, основанный в середине XIV века Сергием Радонежским. Из него расходились по северу России иноки, которые основывали новые монастыри. В Твери было основано 11 монастырей, в Нижнем Новгороде — 4. Дионисий Суздальский (XIV в.) основал на берегу Волги Печерский монастырь, его ученик Евфимий — Спасо-Евфимиев, а Макарий Унженский, переходя с одного места на другое, основал в костромских пределах 3 монастыря. В Новгороде по-прежнему количество монастырей было больше, чем где-нибудь в другом месте; их строили владыки, иноки и простые люди. Во время защиты города от Дмитрия Донского новгородцы сожгли вокруг города 24 монастыря. Около Пскова возникло 12 новых обителей. На севере России в это время возникли монастыри Прилуцкий близ Вологды, Кирилло-Белозерский (1397), Соловецкий (в 1430-х гг.) и т. д. В одних монастырях насчитывалось до 300 иноков, в других было 6, 5 и даже по 2 монаха. Малые монастыри, в основном, не были самостоятельны, но зависели от больших и управлялись их настоятелями.
Общежительное устройство монастырей не было господствующим; в значительной их части каждый монах имел своё хозяйство, жил отдельно, и только для богослужения они сходились вместе. Таким характером отличались преимущественно северные небольшие монастыри, имевшие от 2 до 10 братий.
В XV—XVI веках насчитывают до 300 вновь основанных монастырей. Монах свободно мог уходить из монастыря, не спрашивая ни у кого согласия, избирал себе уединённое место, строил келью, собирал несколько душ братии — и образовывался монастырь, на который не стоило уже большого труда выхлопотать пожертвования от людей благочестивых. Богатые и знатные люди иногда сами основывали свои монастыри, состоявшие в полной от них зависимости. Большие обители высылали от себя как бы монастыри-колонии — приписные монастыри, которые и оставались в их заведовании. Иногда одни монастыри приписывались к другим по распоряжению своего основателя или правительства.
Во главе монастырской общины стоял настоятель (строитель в монастырях, приписанных к более крупным обителям; игумен; архимандрит в наиболее крупных монастырях; в женских монастырях — строительница, игуменья) и собор из лучших братий. Настоятели обыкновенно избирались монастырским собором, но могли назначаться и епархиальным архиереем, если монастырь от него зависел. Настоятели знатнейших монастырей утверждались в своей должности, а иногда и назначались самим царём. Без благословения настоятеля ничего не могло быть предпринято монастырём, но он должен был совещаться с собором. Хозяйственная часть была сосредоточена в руках келаря, который ведал монастырские вотчины, все доходы, расходы и сборы и для этого имел многих помощников; казной монастыря заведовал казначей. Для управления сёлами посылались особые лица. Все должностные лица выбирались монастырской общиной. Письменные дела монастыря ведал дьяк или подьячий, по судебным делам монастыря ходатайствовал его стряпчий. Приём в монастыри был свободный, но от поступающего требовалось внесение известной суммы «вклада» деньгами или же другим имуществом. Только лица, внёсшие вклад, считались действительными членами монастырской общины; принятые без вклада, «Бога ради», не принимали участия в монастырской жизни и составляли бродячий монашеский элемент, который был так силён в древней Руси и с которым так упорно и напрасно боролась духовная иерархия. Стоглав предписал принимать в монастыри и без вклада «приходящих с верой и страхом Божиим». Тот же Стоглав уничтожил было несудимые грамоты монастырей, освобождавшие последние от суда епархиального архиерея; но на практике это уничтожение не имело значения. Подчиняясь в духовных делах своему архиерею, большая часть привилегированных монастырей находилась под покровительством князей, царя, митрополита или архиереев из других епархий. Покровительство это доходило иногда до злоупотреблений, так как патроны смотрели на монастыри как на доходную статью. Монастыри, находившиеся под покровительством царя, ведались в Приказе Большого дворца, где давался им суд и велась опись их имуществу. Цари, митрополиты и архиереи, как патроны, наблюдали иногда за благочинием монастырей, писали им послания (например, послание Ивана Грозного в Кириллов Белозерский монастырь), требовали соблюдения уставов и т. п. Такой приблизительно строй жизни русских монастырей существовал и в XVII веке, когда вновь возникло свыше 220 обителей.
Монастыри имели большое значение в древнерусской жизни, как экономическое, так и религиозно-просветительное. Основание монастырей служило одним из лучших средств для колонизации незаселённых местностей. Пустынножители избирали обыкновенно для своего поселения места, удалённые от человеческого жилья; возле них селился народ, и таким образом возникал посёлок, разраставшийся впоследствии в крупное поселение. Город Устюг, например, возник возле Гледенского монастыря, Ветлуга — около Варнавинского, Кашин — около Калязинского.
Расширение монастырских земельных владений также способствовало колонизационной деятельности монастырей: они разрабатывали пустыри, сзывали на них жителей и заводили новые поселения. Увеличение богатств в руках монастырей способствовало их благотворительной деятельности во времена народных бедствий. В один из голодных годов Кириллов-Белозерский, например, монастырь кормил ежедневно до 600 душ, Пафнутьев — до 1000. Возле монастырей были устроены богадельни, гостиницы, больницы. Некоторые из обителей окружали себя каменными стенами и служили надёжным оплотом против неприятелей, как, например, монастыри Псково-Печерский, Соловецкий, Калязин, Тихвинский и Троицко-Сергиевская лавра.
Из монастырей выходили проповедники, которые, рискуя жизнью, шли в среду язычников и сеяли там семена христианской религии (Исаия и Авраамий в земле Ростовской, Кукша у вятичей, Герасим Вологодский в Вологодской земле, Авраамий Болгарский у булгар, Стефан Пермский, Исаак, Герасим — у пермяков и др.). Многих из них постигла мученическая смерть. Основанные некоторыми из них монастыри служили оплотом для распространения и укрепления христианства среди язычников. Коневский, например, монастырь содействовал обращению чудских племён в христианство, Печенгский — лопарей, в обращении которых позднее принимал деятельное участие и монастырь Соловецкий, и т. п.
Монастыри были также деятельными распространителями религиозного просвещения в древней Руси. На чтение и списывание книг монахи смотрели как на богоугодное дело. При монастырях рано стали заводиться библиотеки, а также и школы для обучения грамоте: грамотные люди были нужны, между прочим, для совершения богослужения. При Андреевском женском монастыре в Киеве княгиня Янка Всеволодовна завела училище для обучения грамоте девиц. В первое время в монастырях занимались главным образом переводами с греческого языка и перепиской книг с болгарских переводов. Оригинальными русскими произведениями являются по преимуществу проповедь и поучения, встречаются сказания и в повествовательном духе, а с начала XII в. — и летопись.
Влияли монастыри и своим примером, как проводники в жизнь без компромиссов известных нравственных требований. Далеко не все иноки были, однако, таковы. Уже Феодосий Печерский в своих поучениях обличает иноков в лености к богослужению, в несоблюдении правил воздержания, в собирании имения, в недовольстве одеждой и пищей, в ропоте на игумена за то, что он на монастырские средства содержал сирот и бедных. С увеличением числа монастырей и с ростом их льгот увеличивалось и количество монахов, шедших в монастырь не по призванию, искавших в нём лишь более спокойной, беззаботной жизни. Само стремление к отшельничеству вело иногда к бродяжничеству и подрывало монастырскую дисциплину. Вотчинные владения монастырей также немало способствовали порче монастырских нравов: монахи становились во враждебные отношения с крестьянами, тягались по судам и т. п. Обычай насильственного пострижения, развившийся на Руси в XIV и в особенности в XV вв., противоречил самой идее монастыря и ещё более способствовал упадку монастырской жизни.
Когда во второй половине XVII века некоторые из малолюдных монастырей стали сочувствовать старообрядчеству, собор 1681 года запретил строить вновь монастыри и стремился уменьшить число существующих, закрывая их и сводя в большие, общежительные. Соборы 1667 и 1681 г., чтобы уменьшить число тунеядцев и вообще постригающихся в монастыри ради материальных выгод, постановили совершать пострижение только в монастырях и после законного искуса (раньше нередки были пострижения в частных домах от разных бродячих монахов, нередко даже самозванцев); запрещено было постригать супругов без взаимного их согласия; бродячих монахов велено было ловить и заключать в монастыри для исправления. Чтобы уединить женские монастыри от мира, собор 1681 г. запретил монахиням вступаться в управление своими вотчинами: они должны были держать для этого особых доверенных людей.

#### В XVIII веке
Пётр I смотрел на монахов как на людей, которые «поедают чужие труды», от которых являются, сверх того, «забобоны, ереси и суеверия». Регламент духовной коллегии содержит в себе постановление не строить без разрешения государя и Св. Синода новых монастырей, старые сводить вместе, а церкви их обращать в приходские. Синод должен был искоренять предрассудок русских людей, будто можно было спастись только через пострижение. В 1723 г. был издан указ, вовсе запрещавший пострижение монахов; на убылые места было повелено помещать в монастыри инвалидов, нищих, калек. Указ этот, грозивший уничтожением монашества, был, впрочем, скоро отменён. Чтобы прекратить бродяжничество монахов, запрещён был переход из одного монастыря в другой; архиереи, принося присягу, обещались не допускать бродяжничества монахов; священники должны были ловить бродячих монахов и представлять их в архиерейский дом; для поимки их наряжались особые сыщики из Монастырского приказа, из чиновников гражданских и военных. Настоятелями монастырей могли быть назначаемы только лица, известные правительству, причём они обязывались не держать в монастырях «затворников-ханжей» и других распространителей суеверий. Монахам запрещалось держать чернила и писать что-нибудь без ведома настоятеля. Монах мог отлучаться из монастыря не более четырёх раз в год и то с особого каждый раз разрешения настоятеля; не иначе как с дозволения последнего и только при свидетелях мог он принимать гостей. Такие строгие меры Петра против монашества объясняются, главным образом, тем, что среди монахов император встретил наиболее сильное и упорное противодействие своим реформам. Если при Петре монастыри не были окончательно уничтожены, то по следующим двум основаниям, высказанным в «Объявлении»: 1) они должны были служить для удовлетворения религиозной потребности некоторых лиц, стремящихся к уединению, и 2) в них избранные монахи должны были приготовляться к высшим духовным должностям. Для этого при монастырях должны были учреждаться учёные братства, школы. Неучёные монахи должны были заниматься каким-нибудь трудом — столярным, иконописным и т. п.; монахини должны были прясть, вышивать, плести кружева. При монастырях предполагалось открыть также больницы, богадельни и воспитательные дома.
При Анне Иоанновне был возобновлён закон об уменьшении числа монахов. Было запрещено постригать кого бы то ни было, кроме вдовых священников и отставных солдат; наличных монахов велено было переписать. Перепись эта, произведённая в 1732 г., открыла массу постригшихся вопреки указам: их велено было расстригать и отдавать в солдаты. По свидетельству Синода, в 1740 году в монастырях оставались только дряхлые и старики, ни к какому богослужению не способные. Синод опасался, как бы монашество и вовсе не прекратилось на Руси.
Законы Петра I были несколько смягчены при Елизавете Петровне. В 1760 году было разрешено постригаться в монахи лицам всех сословий. Всех монастырей, пустыней и скитов в одних только великороссийских губерниях в 1762 году состояло 881, из них мужских 678 и женских 203.
В 1764 году в ходе секуляризационной реформы были введены штаты, и число монастырей значительно уменьшилось. Упразднено было 496 монастырей (56,3 %), из них мужских 360 (53,1 %) и женских 136 (67 %). Согласно «Духовным штатам», изданным Екатериной II 26 февраля 1764 года, все монастыри, владевшие вотчинами и не упразднённые, за исключением лавр (Троице-Сергиевская и Киево-Печерская) и тех из них, которые сделаны были кафедральными, то есть предназначены для архиереев (Александро-Невский, Чудов, Рождественский-Владимирский, Ипатиевский, Спасо-Преображенский, Новгород-Северский), были разделены на три класса и в них была установлена норма штатных монахов и монахинь. В мужских монастырях I класса полагалось 33 монаха, во второклассных — по 17, а в третьеклассных — по 12 монахов; в первоклассных женских монастырях было, по штату, от 52 до 101 монахини, а во второ- и третьеклассных монастырях монахинь положено по 17.
После того, как штаты, в 1786 году, были введены в наместничествах Киевском, Черниговском и Новгород-Северском, а в 1793—1795 г. — во вновь присоединённых губерниях Минской, Подольской, Волынской, Ковенской и Гродненской действию штатов подверглось всего 1052 монастыря. По изысканиям В. В. Зверинского, в России в разное время существовало, но ещё до воцарения Екатерины II закрылось ещё 910 монастырей.
Здания закрытых монастырей обращались в казармы, госпитали и т. п. Новые монастыри строились только с высочайшего разрешения. Число монахов во многих монастырях вследствие скудности их средств не увеличивалось и даже уменьшалось, часто не достигая цифры, положенной по штатам. Во всех монастырях Синод старался вводить общежитие с целью способствовать поднятию монастырской нравственности.
В тот же период из среды монашествующих начинает теперь выделяться учёное монашество, пользующееся льготами и составляющее как бы привилегированный класс монашества. Для него в 1766 году были отменены указы Петра I, запрещавшие при монастырском общежитии иметь частную собственность и распоряжаться ею, между прочим, посредством духовных завещаний. Кроме содержания от монастырей, учёные монахи получали также жалованье от школ, в которых состояли преподавателями. В 1799 году издано повеление причислять их, по заслугам, в качестве соборных иеромонахов к соборам богатых монастырей с правом пользования кружечными доходами.

#### В XIX веке
При Александре I, относившемся вообще с большими симпатиями к монашеству, положение последнего значительно улучшилось. Городские имущества монастырей освобождены от платежей и повинностей (кроме фонарной и мостовой), а недвижимые имущества вне городов — от платежа оброчных денег в казну. В 1812 году монастырские имущества были освобождены от сборов, установленных манифестом 11 февраля в момент самой настоятельной нужды государства в деньгах. Все это вело к увеличению числа монахов.
В XIX веке штатных монастырей, в смысле штатов 1764 года, то есть с определённым содержанием от казны, учреждалось весьма немного, но общее число монастырей сильно возросло. Прежде всего значение в этом отношении имело присоединение новых областей (Грузия, Бессарабия), в которых уже раньше существовали православный монастыри, затем обращение старообрядческих скитов в единоверческие монастыри, а греко-униатских монастырей — в православные. Из записки об упразднении греко-униатских м-рей (см. Базилиане), относящейся к 1828 году, видно, что в то время существовали ещё в зап. губерниях 83 базилианских монастыря; до упразднения унии в 1839 г. обращены в православные 21 монастырь, из которых впоследствии в разное время закрыты 5. Из 12 м-рей, существующих ныне в Волынской губернии, 10 (в том числе и Почаевская лавра) находились раньше в руках униатов. Всего более содействовало увеличению в течение XIX в. числа м-рей в России учреждение так наз. женских общин, отличающихся от общежительных м-рей только тем, что члены общины не принимают монашеских обетов, исполняя все правила, установленные для послушниц или белиц настоящих м-рей. Обыкновенно настоятельницей общины является монахиня. Начало возникновения женских общин относится к XVIII ст. и совпадает с изданием м-ских штатов. Случалось, что при упразднении м-ря и переводе монахинь в оставленные по штатам м-ри часть послушниц, за недостатком места в м-рях, не покидала своих келий при бывших монастырских церквях, часть же удалялась в другие места, селилась около приходских или кладбищенских церквей, исполняя обязанности просфирниц и церковных сторожей. И в том, и в другом случае женщины эти продолжали жить по монашескому уставу, и к ним присоединялись новые. В первое время своего существования общины развивались без всякого внешнего контроля, но мало-помалу на них стали обращать внимание духовные и светские власти, а затем принимать их под своё покровительство. К старейшим общинам принадлежит Алексеевская в г. Арзамасе, возникшая тотчас по упразднении в 1764 г. местного Алексеевского женского м-ря, но признанная властями лишь в 1842 г. В 1-й полов. XIX стол. на пожертвования частных лиц и обществ стали учреждаться богадельни, в которых вводился общежительный устав. Нередко во главе таких учреждений становились сами основательницы, например, вдова убитого при Бородине генерала Тучкова, устроившая Спасско-Богородицкую общину. В XIX веке правительство само устраивало женские общины, главным образом в видах миссионерских (Лесненская Богородицкая община в Польше и др.). Общины часто переименовываются в общежительные монастыри, иногда с причислением к одному из штатных классов, причём ставится вновь возникаемому монастырю условием, чтобы он учредил какое-либо богоугодное заведение: богадельню, приют, лечебницу, школу и т. п. Всего таких общин в разное время по 1 июля 1896 г. возникло (вернее — признано) 156, и из них в общежительные женские м-ри переименованы 104 (67,53 %). В это число входят и две общины сестёр милосердия: Владычне-Покровская в Москве и Иоанно-Ильинская в Пскове, которые также находятся в ведении духовного начальства и управляются игуменьями.
Всех монастырей, пустыней, скитов и женских общин (не считая немногочисленных приписных монастырей, в которых жило только несколько монахов для отправления богослужения) в России к 1 июля 1896 г. существовало 789 года, из них 495 мужских, в том числе 4 лавры, 64 архиерейских дома, 7 ставропигиальных, 54 первоклассных, 67 второклассных, 115 третьеклассных и 184 неклассных. Из 294 женских м-рей 19 первоклассных, 33 второклассных, 76 третьеклассных и 166 неклассных.
Среди 789 монастырей было 15 единоверческих монастырей (8 мужских и 7 женских), именно: 3 иргизских, 3 керженских, 2 в Новозыбковском уезде Черниговской губернии (Покровский мужской I кл. и Малино-Островский женский заштатный) и по одному в губерниях: Костромской (Высоковский-Успенский мужской III кл.), Могилевской (Чонско-Макарьев-Успенский мужской III кл., к нему один монастырь приписан), Уфимской (Воскресенский мужской в Златоустовском уезде), Таврической (Корсунский мужской), Владимирской (Всехсвятский женский общежительный в Шуе), Московской (Кладбищенский женский общежительный в Москве) и области Уральской (Покровский женский общежительный в Уральске). Первые 11 (кроме Воскресенского) обращены в единоверческие монастыри в первой половине XIX столетия из старообрядческих скитов, последние три возникли самостоятельно во второй половине XIX столетия.
К концу XIX века из 725 монастырей на Европейскую Россию приходилось 653, или 90 %, на Кавказ — 36, или 5 %, на Царство Польское — 3, или 0,4 %, на Финляндию — 3, или 0,4, на азиатские владения — 30, или 4,1 %. Наибольшее число монастырей находится в губерниях: Московской (54), Новгородской (39), Владимирской (30), Тверской (27), Нижегородской (26), Ярославской (24), Вологодской (20), Киевской (20), Тамбовской (20), Костромской (16). Приблизительно 37 % всех монастырей расположено в городах (свыше 28 % всех мужских и свыше 51 % всех женских монастырей). На Кавказе почти все монастыри расположены в стороне от городов, в Сибири — преимущественно в городах.
В 1892 году все население монастырей составляло 42940 человек (7464 монаха, 6152 послушника, 7566 монахинь и 21758 послушниц). Монастыри составляют 0,06 % всего православного населения России (0,04 % мжск. и 0,08 % жен. населения). С 1840 по 1892 года число монахов возросло на 40,50 %, послушников на 47 %, монахинь на 227,55 %, послушниц на 299,61 %. В 1840 г. на один мужской монастырь приходилось средним числом по 13 монахов и по 9 послушников, в 1892 г. — по 15 монахов и по 12 послушников. Отношение между штатным и наличным числом монахов и монахинь в разные периоды видно из нижеследующих данных:

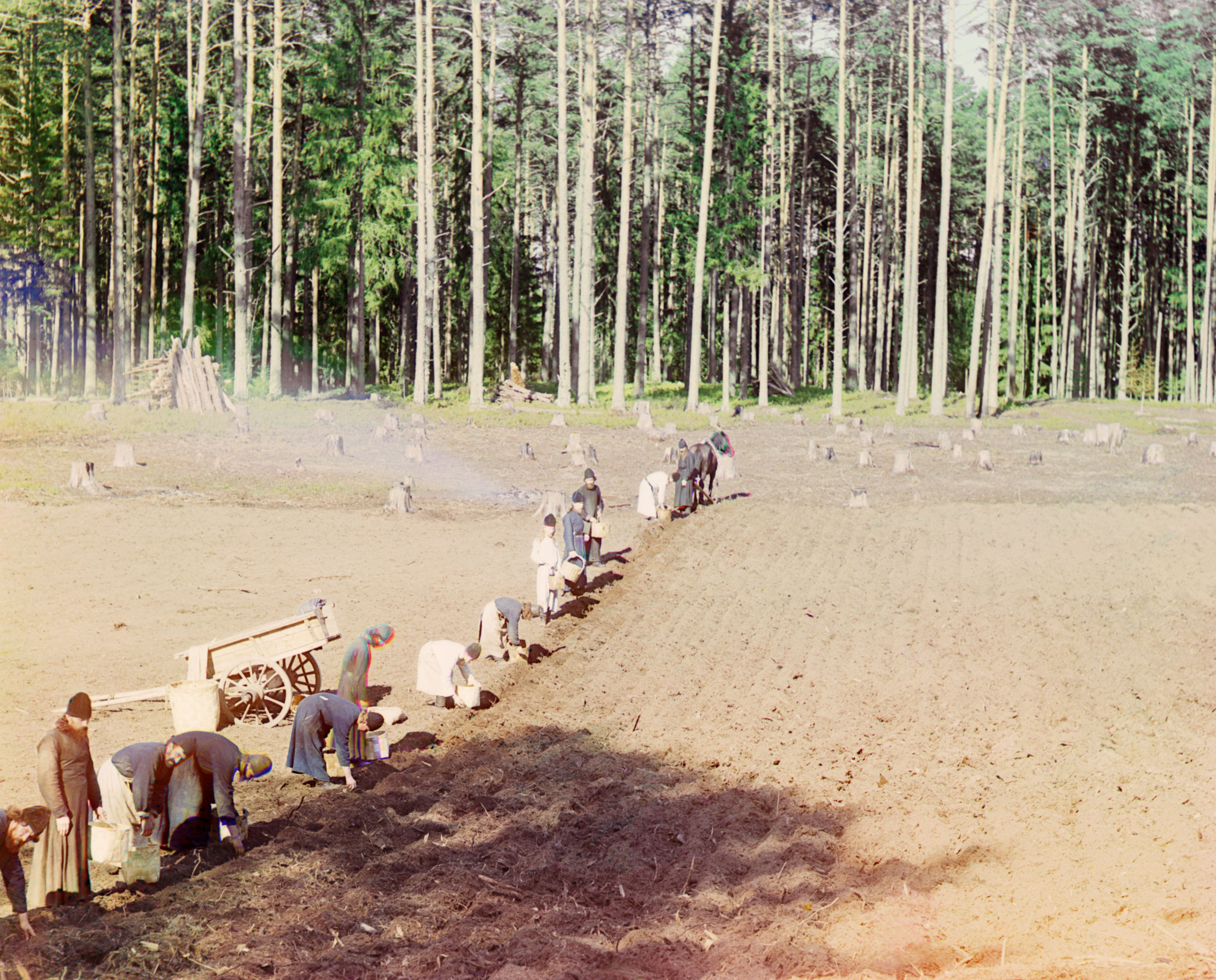
Монахи Гефсиманской пустыни на Селигере работают на огороде, примерно 1910 г.

#### В XX веке
После октябрьской революции 1917 года для монашества наступили тяжёлые времена. Монастыри подвергались разорению и закрытию. Многие сельские монастыри перерегистрировались как сельскохозяйственные артели, что позволило многим из них просуществовать ещё несколько лет. Ещё одним ударом для монашества был обновленческий раскол, идеологи которого высказывались за ликвидацию монастырей. Итогом деятельности советской власти стало то, что к началу 1930-х годов монастырей в СССР практически не осталось. Причём власть стремилась ликвидировать не только легальные, но и тайные монастыри.
С 1988 года в СССР начинается массовое открытие ранее закрытых монастырей, которое ещё активней продолжилось после Перестройки в постсоветских странах.

## Западное христианское монашество
Запад познакомился с монашеством благодаря Афанасию Александрийскому, который бежал в Рим в 339 году. Монашество стало распространяться по всей Италии (на севере, главным образом, благодаря деятельности Евсевия Верцелльского и сочувствию Амвросия Медиоланского). Самая видная роль в истории монашества в конце IV и в V в. принадлежит Мартину Турскому, блаженному Августину и Иоанну Кассиану.
В IV в. монашество проникло в Испанию и на Британские острова. На Западе монашество рано вызвало значительную оппозицию, чего почти вовсе не было на Востоке. Восприняв и развивая воззрения блаженного Августина, западная церковь считала себя носительницей справедливости и добра, «царством Божиим» на земле, и высшую свою цель видела не в отречении от мира, а в его спасении. Западное монашество почти совершенно утратило пассивный, созерцательный характер, стало деятельным, приобрело практические задачи, пережило длинную историю, какой не было у восточного монашества.
Первый шаг развития в новом направлении был сделан в VI в. благодаря реформе Бенедикта Нурсийского. Его устав, имеющий очень много общего с уставами Пахомия и Василия, кроме трёх обычных обетов — нестяжания, целомудрия и повиновения — требует ещё обета «постоянства» (stabilitas loci), обязывающего монахов к пожизненному пребыванию в том монастыре, куда они вступили послушниками. Гибкость и практичность устава Бенедикта сказывается в тех главах, где дело идёт о работе, пище, одежде — здесь предусматривается возможное разнообразие возрастов, физических сил, климатических условий. Бенедиктинство широко распространилось на Западе: к концу VIII века все монахи Европы были бенедиктинцами, за исключением Ирландии и некоторых испанских монастырей.
В руках церкви и монахов скоплялись громадные земельные владения и другие богатства, от которых монашество не отказывалось, утверждая, что обет нестяжания запрещает только частную собственность. Эти богатства привлекали в ряды монахов людей, руководствовавшихся исключительно корыстными побуждениями. Иногда светские землевладельцы создавали чисто фиктивные монастыри ради получения причисляемых к таким монастырям земель от повинностей, лежавших на светских землях. Попытки исправить ситуацию в VIII—IX вв. не принесли прочных результатов, и в IX—X вв. монашество находилось в самом печальном положении.
Во главе нового преобразовательного движения стало Клюнийское аббатство, возникшее в 910 году. Была создана первая конгрегация, то есть соединение большого количества монастырей с единым уставом и централизованным управлением.
В XI и XII вв. почти все монастыри Франции и Бургундии находились в Клюнийской конгрегации, во многих странах были основанные клюнийцами монастыри. Стали возникать другие конгрегации по тому же образцу.
Общее возрождение церкви способствовало возникновению новых орденов. В 1098 году был основан орден цистерцианцев — самый известный орден этой эпохи после клюнийского. Он получил особенное значение при Бернарде Клервоском.
В XIII в. возникли нищенствующие ордены — кармелиты, францисканцы и доминиканцы. Они занимались проповедью, обучением, помогали больным и нищим, а также приходскому священству в его работе. Монашеское движение пережило спад в XIV — начале XV в., но за три следующих века возникло множество новых орденов, ни один из которых, впрочем, не приобрёл широкого влияния.
Реформация, уничтожив господство римского престола в половине Западной Европы, лишила монашество громадного числа монастырей и земель. Созданная Реформацией необходимость принять меры к исправлению католической церкви вызвала критическое отношение к монашеству в среде самого католичества. С целью поднять влияние римской церкви было создано «Общество Иисуса» — орден иезуитов. Оно принимало все монашеские обеты, но на деле открыто ставило своей целью укрепление владычества католической церкви, и для этой цели готово было идти на всякие средства. Иезуиты поправили дело римской церкви и совершили большую культурную работу в качестве миссионеров, воспитателей и учёных.
Никаких новых крупных явлений, которые можно было бы сопоставить с нищенствующими орденами или орденом иезуитов, в истории западного монашества за XVI—XIX века указать нельзя. Восемнадцатый век создал условия, крайне неблагоприятные для монашества: политика так называемого просвещённого абсолютизма, а затем французская революция нанесли монашеству жестокий удар в тех странах, где оно уцелело после Реформации. Девятнадцатый век также не улучшил положения западного монашества. Реставрация привела к восстановлению собственно монашеских орденов — доминиканцев, бенедиктинцев, картезианцев, траппистов и др. В Португалии и в Италии монастыри были и вовсе запрещены.
В ходе Реформации у протестантов сохранились всего два монастыря — лютеранские Локкумское и Амелюнгсборнское аббатства в Нижней Саксонии. Однако начиная с XIX века среди лютеран, англикан и методистов начинает возрождаться монашество — бенедиктинского, францисканского и т. н. «свободного» устава.